# مجموعة ريو تينتو
مجموعة ريو تينتو هي شركة تعدين متعددة الجنسيات تعدّ من أكبر شركات التعدين في العالم، وهي أكبر مُنتج في العالم للبوكسيت ومن أكبر مُنتجي الذهب والماس والنحاس وخام الحديد والألومنيوم في العالم. تقع مقرّاتها في ملبورن ولندن. يعود تاريخ تأسيس الشركة إلى عام 1873 عندما اشترى مجموعة من المستثمرين مناجم في منطقة ريو تينتو بمقاطعة هويلفا في إسبانيا من الحكومة الإسبانية. بدأت الشركة في العمل في مناجم خارج إسبانيا في عام 1929، ثم توّسعت في العقود اللاحقة عبر سلسلة من عمليات الدمج والاستحواذ على شركات وأصول. تركّز الشركة بالدرجة الأولى على التعدين إلا أنها تعمل بشكل كبير في التكرير، لا سيّما تكرير البوكسيت وخام الحديد.
تعتبر ريو تينتو شركة مزدوجة البورصة، حيث يتم تداولها في كلٍ من بورصة لندن وبورصة أستراليا. بالإضافة إلى ذلك، يتم تداول أسهم الوديعة الأمريكية للشركة المُدرجة في المملكة المتحدة في بورصة نيويورك؛ مما يمنحها إدراجات في إجمالي ثلاث بورصات رئيسية.
في عام 2020 صُنفت ريو تينتو رقم 114 في قائمة فوربس غلوبال 2000 لأكبر الشركات العامة في العالم، ورقم 110 في عام 2024.

## التاريخ

### مناجم ريو تينتو
منذ العصور القديمة، قامت مجموعات من البشر بالتعدين في مواقع على طول نهر ريو تينتو في هويلفا بإسبانيا لاستخراج النحاس والفضة والذهب ومعادن أخرى. منذ حوالي 3,000 عام قبل الميلاد، بدأ الأيبيريون والطرطسيون في التنقيب في الموقع، تبعهم الفينيقيون واليونانيون والرومان والقوط الغربيون والموريون. إلى أن تم هجر الموقع، ومن ثم أعيد استكشافه في عام 1556 وبدأت الحكومة الإسبانية في تشغيله مرة أخرى في عام 1724.

### تأسيس شركة ريو تينتو
كانت عمليات التعدين في إسبانيا غير فعالة، وكانت الحكومة نفسها مشتتة بسبب الأزمات السياسية والمالية، مما دفعها في عام 1873 إلى بيع المناجم بسعر قُيم لاحقًا على أنه أقل بكثير من قيمته الفعلية. كان المشتري الرئيسي شركة ماثيسون وشركاه ‏ التي كانت مملوكة جزئيًا لرجل الأعمال الاسكتلندي هيو ماثيسون ‏، والتي شكلت في النهاية تحالفًا مكوّنًا من دويتشه بنك (56٪) وماثيسون (24٪) وشركة الهندسة المدنية: كلارك وبونشارد وشركاه ( 20٪). فازت المجموعة في المزاد الذي عُقد في 14 فبراير 1873 بعطاءٍ قدره 3.68 مليون جنيه إسترليني (92.8 مليون بيزيتا إسبانية)، كما حدد العقد أن إسبانيا ستتخلى بشكل دائم عن أي حق للمطالبة بحقوق ملكية في إنتاج المنجم. بعد شراء المنجم، سُجلت شركة ريو تينتو رسميًا في 29 مارس 1873.
في نهاية الثمانينيات، انتقلت السيطرة على الشركة إلى عائلة روتشيلد، التي كانت تمتلك شركات تعدين أخرى.

### العقود الأولى بعد التأسيس
بعد شرائهم لمنجم ريو تينتو، شيّد المُلاك الجدد عددًا من مرافق المعالجة الجديدة، وابتكر المهندسون تقنيات تعدين جديدة؛ ومن ثمَّ توسّعت أنشطة التعدين. من عام 1877 إلى عام 1891، كان منجم ريو تينتو أحد أبرز مُنتجي النحاس في العالم.
خلال السنوات الأولى من عمل الشركة في إسبانيا، عملت الشركة في تكليس معدن البيريت في الهواء الطلق في أفران الصهر. تسببت الأبخرة السامة المنبعثة بالتأثير على الأراضي الزراعية، مما أدى إلى تجمّع المزارعين المحليين وعمال الشركة وبعض اللاسلطويين للاحتجاج. في 4 فبراير 1888 والتوجّه إلى مجلس بلدية مدينة ريو تينتو لتسليم التماساتهم إلى رئيس البلدية. وبينما تحدث رئيس البلدية مع مُمثلي الحشد، راقبَ الحاكم العسكري هويلفا والحراس المدنيون الاحتجاج. ولم تؤدِّ محاولات الحاكم العسكري لتفريق الحشد إلا إلى مزيد من الغضب. أطلق الحراس المدنيون النار على الحشد، مما أسفر عن مقتل 13 شخصًا على الأقل وإصابة 35 آخرين.
من عام 1870 وحتى 1925، كانت الشركة تركز على استغلال منجم ريو تينتو، مع القليل من الاهتمام بأنشطة التوسع أو الاستكشاف خارج إسبانيا. تمتعت الشركة بنجاح مالي قوي حتى عام 1914؛ بالتواطؤ مع منتجي البيريت الآخرين للسيطرة على أسعار السوق. ومع ذلك، فإن الحرب العالمية الأولى وتداعياتها قَضت على التصدير إلى الولايات المتحدة، الذي كان من أهم أسواقها في تلك الفترة. أدى فشل الشركة في التنويع خلال هذه الفترة إلى التراجع البطيء للشركة بين صفوف شركات التعدين العالمية.

### إدارة أوكلاند غيديس (1924-1947)
تغيرت الأمور في عام 1925 عندما خلفَ السير أوكلاند غيديس ‏ اللورد ألفرد ملنر في منصب رئيس مجلس الإدارة. ركز غيديس وفريق الإدارة الجديد على تنويع استراتيجية استثمار الشركة وإدخال إصلاحات تنظيمية وتسويقية. قاد جيديس الشركة إلى سلسلة من المشاريع المشتركة مع العملاء في تطوير تقنيات جديدة، بالإضافة إلى استكشاف وتطوير مناجم جديدة خارج إسبانيا. بين عامي 1925 و 1931، عين جيديس مديرين تنفيذيين جدد وغيرهم معنيين بالمسائل الفنية وغيرها.
حدث الاستحواذ الرئيسي الأول للشركة في عام 1929، عندما أصدرت الشركة سهماً بغرض جمع 2.5 مليون جنيه للاستثمار في شركات تعدين النحاس بشمال روديسيا، والتي تم استثمارها بالكامل بنهاية عام 1930. عززت شركة ريو تينتو ممتلكاتها من هذه الشركات المختلفة تحت شركة روكانا من خلال إجبار الشركات المختلفة على الاندماج.
خلال الحرب الأهلية الإسبانية، أصبحت المنطقة التي تقع فيها مناجم ريو تينتو تحت سيطرة القوميين التابعين للجنرال فرانكو في عام 1936. وتدخل القوميون بشكل متزايد في عمليات الشركة، وفي بعض الأحيان طلب إمدادات البيريت لاستخدامها من قبل إسبانيا وحلفائها في المحور ألمانيا وإيطاليا، مما فرضَ ضوابط على الأسعار على إنتاج الشركة، وتقييد الصادرات، وتهديد بتأميم المناجم. على الرغم من أن إدارة الشركة (وبشكل غير مباشر، الحكومة البريطانية) تمكنت من مواجهة بعض تدخلات فرانكو، فقد تم توجيه الكثير من إنتاج البايريت في المنجم إلى قوى المحور قبل وأثناء الحرب العالمية الثانية. ومع ذلك، تسبب تدخل القوميين في انخفاض إنتاج المنجم وربحيته بشكل حاد أثناء الحرب وبعدها، مما أدى إلى خروج الشركة في نهاية المطاف من عملها في إسبانيا في عام 1954.

### الاندماج مع كونسوليديتد للزنك
في عام 1962، اندمجت ريو تينتو مع الشركة الأسترالية كونسوليديتد للزنك ‏ لتشكيل شركة ريو تينتو للزنك المعروفة اختصارًا بـ "آر تي زد" (RTZ) وفرعها الرئيسي المعروف بـ "سي آر إيه" (CRA). أتاح الاندماج لريو تينتو القدرة على استغلال الفرص الجديدة، ومنحَ كونسوليديتد للزنك قاعدة أصول أكبر بكثير.
تم إدارة وتشغيل كلتا الشركتان (آر تي زد و سي آر إيه) بشكل منفصل، مع تركيز الأولى على الاستكشافات والعمليات داخل منطقة أسترالاسيا والأخيرة لبقية العالم. ومع ذلك، استمرت الشركات في التداول بشكل منفصل، وانخفضت ملكية آر تي زد لـ سي آر إيه إلى أقل من النصف بحلول عام 1986. أدت الاحتياجات الاستراتيجية للشركتين في النهاية إلى تضارب في المصالح فيما يتعلق بفرص التعدين الجديدة، وقرر المساهمون في كلتا الشركتين أن الاندماج يصب في مصلحتهم المشتركة. في عام 1995 اندمجت الشركتان لتشكيل شركة مزدوجة الإدراج، حيث تم دمج الإدارة في كيان واحد وكانت مصالح المساهمين متوائمة ومتكافئة، على الرغم من الاحتفاظ بها كأسهم في كيانات مسماة بشكل منفصل. أدى الاندماج أيضًا إلى تغيير الاسم بعد عامين فقط، لتتغير آر تي زد-إلى ريو تينتو العامة المحدودة (Rio Tinto plc) وسي آر إيه إلى ريو تينتو المحدودة (Rio Tinto Limited)، والتي يشار إليها مجتمعة باسم مجموعة ريو تينتو.

### أبرز عمليات الاستحواذ في النصف الثاني من القرن العشرين
استحوذت ريو تينتو في عام 1967 على شركة بوراكس الولايات المتحدة (US Borax) ‏، وهي شركة تأسست في القرن التاسع عشر كانت من كبرى مُنتجي البوراكس، والتي كانت قد أجرت اندماجًا قبل عقد وغيّرت اسمها.
في عام 1989، استحوذت على كنيكوت يوتا للنحاس وأصول الفحم لـ بي بي (أستراليا) التي تم شراؤها من شركة بي بي، وحصة 70 ٪ لعمليات كول آند آليد (Coal & Allied) ‏ في نيو ساوث ويلز.
في عام 1993، استحوذت الشركة على نيركو ‏ وأعمال تعدين الفحم في الولايات المتحدة الخاصة بشركة Cordero Rojo Mine ‏.

### أبرز عمليات الاستحواذ في القرن الحادي والعشرين
في عام 2000، استحوذت ريو تينتو على شركة نورث ليمتد ‏، وهي شركة أسترالية تعمل في مناجم خام الحديد واليورانيوم، مقابل 2.8 مليار دولار. كان الدافع وراء عملية الاستحواذ جزئيًا كرد فعل على محاولة شركة نورث ليمتد لعام 1999 لإعلان شبكة سكة حديد بيلبرا التابعة لشركة ريو تينتو مفتوحة الوصول. وافقت الهيئة التنظيمية للجنة المستهلك والمنافسة الأسترالية ‏ على الاستحواذ في أغسطس 2000، واكتمل الشراء في أكتوبر من نفس العام. في ذلك العام اشترت المجموعة أيضًا شركة نورث ليمتد وأشتون للتعدين مقابل 4 مليار دولار، مما يعد إضافة للموارد من الألومنيوم وخام الحديد والماس والفحم. في عام 2001، اشترت (في إطار الفحم والصناعات المرتبطة بها) شركات الفحم الأسترالية التابعة لشركة بيبودي للطاقة ‏.
ركز النشاط في عامي 2008 و 2009 على تصفية الأصول لجمع السيولة وإعادة التركيز على فرص الأعمال الأساسية. باعت الشركة ثلاثة أصول رئيسية في عام 2008، وجمعت حوالي 3 مليار دولار نقدًا. في الربع الأول من عام 2009، توصلت ريو تينتو إلى اتفاقيات لبيع حصصها في منجم كورومبا (البرازيل) لخام الحديد ومنجم جاكوبس (وايومنع، الولايات المتحدة) رانش للفحم، وأكملت بيع مصهر للألمنيوم في الصين وعمليات البوتاس الخاصة بالشركة، مقابل 2.5 مليار دولار إضافية.
في 19 مارس 2010، وقعت شركة ريو تينتو مع أكبر مساهميها، شركة الألومنيوم الصينية المحدودة (تشينالكو)، مذكرة تفاهم لتطوير مشروع خام الحديد في ريو تينتو في منجم سيماندو ‏ في سيماندو، غينيا. في 29 يوليو 2010، وقعت ريو تينتو وتشينالكو اتفاقية ملزمة لإنشاء هذا المشروع المشترك الذي يغطي تطوير وتشغيل منجم سيماندو.
في عام 2011، جددت الشركة اهتمامها بالبوتاس عندما دخلت في مشروع مشترك مع مجموعة أكرون لتطوير مشروع للبوتاس في جنوب ساسكاتشوان في كندا. بعد برنامج الاستكشاف، وصفت شركة أكرون في بيان صدر في يونيو 2014 منطقة ألباني بأنها "واحدة من أفضل فرص تطوير البوتاس في العالم".
في مارس 2022، أكملت شركة ريو تينتو الاستحواذ على مشروع الليثيوم الخاص بشركة رينكون للتعدين في الأرجنتين مقابل 825 مليون دولار، بعد موافقة مجلس مراجعة الاستثمار الأجنبي الأسترالي.

### فقدان كبسولة مشعة
في يناير 2023، أعلنت الشركة أنها فقدت كبسولة تحتوي على مادة مشعة كانت تُنقل من منجم جوداي-دارري في أستراليا الغربية. الكبسولة هي أسطوانة بقياس 8 × 6 مم تحتوي على مصدر سيراميكي من السيزيوم-137 بقوة 19 جيجابيكريل. لديها القدرة على التسبب في أمراض خطيرة إذا لم يتم التعامل معها بشكل صحيح. وفقًا للشركة، تم فقدان الكبسولة في مكان ما بين نيو مان وبيرث، وهي مسافة تصل إلى 1400 كم. أطلقت الشركة تحقيقًا في اختفاء الكبسولة. ولاحقًا تم استعادتها من قبل المحققين.

## العمليات
يتمثل العمل الرئيسي لشركة ريو تينتو في إنتاج المواد الخام بما في ذلك النحاس وخام الحديد والبوكسيت والماس واليورانيوم والمعادن الصناعية بما في ذلك ثاني أكسيد التيتانيوم والملح والجبس والبورات. تقوم ريو تينتو أيضًا بمعالجة بعض هذه المواد، من خلال مصانع مخصصة لمعالجة البوكسيت وتحويله إلى ألومينا وألومنيوم، وصهر خام الحديد وتحويله إلى حديد. كما تنتج الشركة معادن أخرى كمنتجات ثانوية عبر معالجة مواردها الرئيسية، بما في ذلك الذهب والفضة والموليبدينوم وحمض الكبريتيك والنيكل والبوتاس والرصاص والزنك. تشير الأرقام في 2008 إلى أن ريو تينتو تتحكم في أصول إجمالية بقيمة 81 مليار دولار، مع وجود رئيسي في أستراليا (35٪) وكندا (34٪) وأوروبا (13٪) والولايات المتحدة (11٪)، وبشكل أقل في أمريكا الجنوبية (3٪) وأفريقيا (3٪) وإندونيسيا (1٪).

### بيلبرا للحديد
تعتبر ريو تينتو إحدى أكبر شركات تعدين خام الحديد في العالم، وتتركّز أعمالها في منطقة بيلبرا في أستراليا الغربية، وذلك عبر شركتها التابعة بيلبارا أيرون (Pilbara Iron)، والتي تملك 17 منجم في المنطقة مزوّدة بخط سكة حديد بطول 2,000 كيلومتر، ويعمل بها أكثر من ثلاث آلاف شخص.
تعمل بيلبرا للحديد في المناجم التالية؛ الواقعة كلها في منطقة بيلبرا، وتشير السنة إلى بداية العمل:
- Brockman 2 mine [الإنجليزية]‏ - 1992
- Brockman 4 mine [الإنجليزية]‏ - 2010
- Channar mine [الإنجليزية]‏ - 1990
- Eastern Range mine [الإنجليزية]‏ - 2004
- Hope Downs mine [الإنجليزية]‏ - 2007
- Hope Downs 4 mine - 2014
- Marandoo mine [الإنجليزية]‏ - 1994
- Yandicoogina mine [الإنجليزية]‏ - 1998
- Mount Tom Price mine [الإنجليزية]‏ - 1966
- Nammuldi mine [الإنجليزية]‏ - 2003
- Paraburdoo mine [الإنجليزية]‏ - 1972
- Mesa A mine [الإنجليزية]‏ - 2010
- West Angelas mine [الإنجليزية]‏ - 2002

### النحاس
كان النحاس أحد المنتجات الرئيسية لريو تينتو منذ تأسيسها في منطقة ريو تينتو بإسبانيا. بعد ذلك، تخارجت الشركة من مناجمها في إسبانيا واستحوذت على مناجم أخرى في مناطق مختلفة حول العالم. تعمل الشركة بشكل رئيسي في منجم أويو تولجوي في منغوليا ومن خلال شركتها كنيكوت يوتا للنحاس في الولايات المتحدة، ومينيرا إسكونديدافي في تشيلي. معظم هذه المناجم هي مشاريع مشتركة مع شركات التعدين الكبرى الأخرى، حيث تتراوح ملكية ريو تينتو من 30٪ إلى 80٪ باستثناء شركة كنيكوت المملوكة بالكامل لريو تينتو. تشمل العمليات عادةً تعدين الخام حتى إنتاج 99.99٪ من النحاس النقي، بما في ذلك استخراج المنتجات الثانوية ذات القيمة الاقتصادية. بلغت حصة ريو تينتو من إنتاج النحاس في مناجمها ما يقرب من 700,000 طن، مما جعل الشركة رابع أكبر منتج للنحاس في العالم.
تواصل ريو تينتو للنحاس البحث عن فرص جديدة للتوسع، مع أنشطة الاستكشاف الرئيسية في مشروع ريزولوشن كوبر في الولايات المتحدة، ووينو في أستراليا، ومنجم أويو تولجوي تحت الأرض في منغوليا. بالإضافة إلى ذلك، تسعى الشركة لأن تصبح منتجًا رئيسيًا للنيكل، مع مشاريع استكشاف جارية في الولايات المتحدة وإندونيسيا.
شكّلت مبيعات النحاس 8٪ من إيرادات الشركة لعام 2008، وشكلت عمليات النحاس والمنتجات الثانوية 16٪ من الأرباح الأساسية. قدمت ريو تينتو المعدن حصريًا لإنتاج 4700 ميدالية ذهبية وفضية وبرونزية في دورة الألعاب الأولمبية الصيفية 2012. كانت هذه هي المرة الثانية التي توفر فيها المعادن للألعاب الأولمبية، بعد أن قدمت المعادن سابقًا لدورة الألعاب الأولمبية الشتوية 2002. بلغت حصة ريو تينتو من إنتاج النحاس في مناجمها ما يقرب من 700,000 طن، مما جعل الشركة رابع أكبر منتج للنحاس في العالم في عام 2009.

### الألومنيوم
قامت ريو تينتو بدمج أعمالها المتعلقة بالألومنيوم في مجموعة منتجات الألومنيوم الخاصة بها (التي كانت تسمى في الأصل ريو تينتو ألكان)، والتي تشكلت في أواخر عام 2007، عندما اشترت ريو تينتو الشركة الكندية ألكان مقابل 38.1 مليار دولار. بالاقتران مع الأصول الحالية المتعلقة بالألومنيوم في ريو تينتو، قفز قسم الألومنيوم الجديد إلى مرتبة المُنتج الأول عالميًا للبوكسيت والألومينا والألومنيوم. حافظ قسم الألومنيوم على وجود قيادة شركة ألكان، وظلّ المقر الرئيسي للشركة في مونتريال.
تقسم ريو تينتو عملياتها في مجال الألومنيوم إلى ثلاثة مجالات رئيسية - البوكسيت والألومينا والمعادن الأولية. تعدين وحدة البوكسيت والألومينا البوكسيت الخام من مواقع في أستراليا والبرازيل وأفريقيا. تقوم الوحدة بعد ذلك بتكرير البوكسيت إلى ألومينا في المصافي الموجودة في أستراليا والبرازيل وكندا وفرنسا. تتكون عمليات وحدة أعمال المعادن الأساسية من صهر الألومنيوم من الألومينا، مع وجود مصاهر في 11 دولة حول العالم. تقوم مجموعة بريماري ميتال أيضًا بتشغيل العديد من محطات الطاقة لدعم عملية الصهر كثيفة الاستهلاك للطاقة.
يمتلك قسم الألمونيوم مصالح في سبعة مناجم ورواسب للبوكسيت، وستة مصافي للألومينا وستة مصانع للألومينا، و 26 مصهرًا للألمنيوم، و 13 محطة طاقة، و 120 مرفقًا لتصنيع المنتجات المتخصصة. أدى الاستحواذ على عمليات ألكان في عام 2007 إلى زيادة قاعدة أصول ريو تينتو وإيراداتها وأرباحها بشكل كبير: في عام 2008، تُعزى 41٪ من إيرادات الشركة و 10٪ من الأرباح الأساسية إلى قسم الألمونيوم.

### الطاقة
ريو تينتو للطاقة هي مجموعة أعمال تابعة لريو تينتو مكرسة لتعدين وبيع اليورانيوم. تقع عمليات تشغيل اليورانيوم في ريو تينتو في منجمين: منجم رينجر في أستراليا ومنجم روسينج في ناميبيا. تعد الشركة ثالث أكبر منتج لليورانيوم في العالم. وفقًا لموقع ريو تينتو، تضع الشركة ضوابط صارمة وقيود تعاقدية على صادرات اليورانيوم، مما يقصر الاستخدامات على الاستخدامات السلمية وغير المتفجرة فقط. تهدف هذه الضوابط إلى الحد من استخدام الشركة لإنتاج اليورانيوم كوقود لمحطات الطاقة النووية فقط، وليس للاستخدام في إنتاج الأسلحة النووية. كانت ريو تينتو للطاقة مسؤولة عن 12٪ من الإيرادات و 18٪ من الأرباح الأساسية في عام 2008.

### المعادن
ريو تينتو للمعادن (Rio Tinto Minerals) هي مجموعة أعمال متنوعة تعمل في التعدين ومعالجة موالد كالبورات والجبس. تضم المجموعة عدة شركات من بينها ريو تينتو بوراكس، التي تعمل في كاليفورنيا، وتوفر ما يقرب من ثلث الطلب العالمي السنوي على البورات المكررة. تمتلك المجموعة أيضًا أغلبية أسهم دامبير سالت (Dampier Salt)، التي تنتج أكثر من 9 مليون طن من الملح و 1.5 مليون طن من الجبس سنويًا من منشآتها الثلاث في شمال غرب أستراليا.
في 31 يناير 2010، تخلت إدارة شركة يو إس بوراكس عن عمالها العاملين بالساعة، واستبدلت العمال بعمال غير نقابيين ومديرين من شركات ريو تينتو الأخرى، مما تسبب في وقفات اجتجاجية ورفع دعاوى قضائية ضد الشركة.

### التيتانيوم
يتم استخراج ثاني أكسيد التيتانيوم في ثلاثة مواقع في كندا وجنوب إفريقيا ومدغشقر، ويتم تكريره في منشآت في كندا.

## الأرقام المالية
نمت عائدات وأرباح ريو تينتو بشكل كبير في الفترة بين 2003-2010، وحدثت زيادة كبيرة بعد الاستحواذ على شركة ألكان في عام 2007. على الرغم من تأثر الهامش التشغيلي بشكل كبير بأسعار السوق للسلع المختلفة التي تنتجها، إلا أن ريو تينتو ظلت مُربحة على مدار تاريخها الحديث وتولد باستمرار تدفقات نقدية إيجابية من العمليات.
الأرقام المالية بين 2003-2006
(مليون دولار أمريكي)
|                              | 2003   | 2004    | 2005    | 2006    |
| ---------------------------- | ------ | ------- | ------- | ------- |
| إجمالي إيرادات المبيعات      | 0 9228 | 0 14530 | 0 20742 | 0 25440 |
| الربح الأساسي قبل الضريبة    | 0 1968 | 0 3،017 | 0 7094  | 0 9719  |
| صافي الأرباح الأساسية        | 0 1382 | 0 2272  | 0 4955  | 0 7،338 |
| التدفقات النقدية من العمليات | 0 3486 | 0 4452  | 0 8257  | 0 10923 |
| هامش التشغيل                 | 00 19٪ | 00 24٪  | 00 37٪  | 00 42٪  |

في عام 2023، بلغت الإيرادات الإجمالية 54 مليار دولار (مقارنةً بـ 55.6 مليار في عام 2022) وأرباح صافية 10.1 مليار دولار (مقارنةً بـ 12.4 مليار في عام 2022).

## هيكل الأسهم والملكية
تعتبر ريو تينتو شركة مزدوجة الإدراج في البورصة، فهي مُدرجة في كل من بورصة لندن (الرمز: RIO)، تحت اسم "Rio Tinto Plc"، والبورصة الأسترالية (الرمز: RIO) في سيدني، تحت اسم "Rio Tinto Limited". تم تنفيذ هذا الهيكل لتجنب الآثار الضريبية السلبية والأعباء التنظيمية. وللتخلص من مشاكل صرف العملات، يتم الاحتفاظ بحسابات الشركة ودفع أرباح الأسهم بالدولارات الأمريكية.
تعتبر ريو تينتو من كبرى الشركات في كلتا البورصتين، ولذلك توجد في المؤشرات الشائعة لكل منهما: فوتسي 100 لبورصة لندن، ومؤشر S&P/ASX 200 لبورصة أستراليا. يمكن أيضًا تداول الأسهم المدرجة في الشركة البريطانية بشكل غير مباشر في بورصة نيويورك عبر إيصال إيداع أمريكي.

### عرض بي اتش بي
في 8 نوفمبر 2007، أعلنت شركة بي اتش بي، أكبر شركة تعدين في العالم من حيث القيمة السوقية والمنافس الأساسي لريو تينتو، أنها تسعى إلى شراء ريو تينتو في صفقة شاملة لجميع الأسهم. إلا أن العرض قوبل بالرفض من قبل مجلس إدارة ريو تينتو باعتباره "أقل قيمة بشكل كبير". ثم جاءت محاولة أخرى من قبل بي اتش بي للاستحواذ العدائي، حيث قيّمت ريو تينتو بمبلغ 147 مليار دولار، إلا أنه رُفض على نفس الأسس. بعد فترة قصيرة، اشترى كل من شركة الألومنيوم الصينية المحدودة (شينالكو) وألكوا (شركة) مجموع 12٪ من أسهم ريو تينتو المدرجة في بورصة لندن، وهي خطوة من شأنها أن تعرقل أو تعقّد بشدة خطط بي اتش بي للشراء. سحبت بي اتش بي العرض في 25 نوفمبر 2008، وأشارت إلى عدم استقرار السوق جراء الأزمة المالية العالمية.

### شينالكو
في الأول من فبراير 2009، أعلنت إدارة ريو تينتو أنها تجري محادثات لتلقي ضخّ كم كبير من الأسهم من شركة الألومنيوم الصينية المحدودة (شينالكو)، وهي شركة تعدين صينية كبيرة تسيطر عليها الدولة، مقابل حصة ملكية في أصول وسندات معينة. كانت شينالكو بالفعل مساهمًا رئيسيًا، حيث اشترت 9٪ من الشركة في خطوة مفاجئة في أوائل عام 2008؛ ارتفعت حصتها في الملكية إلى 9.8٪ بحلول عام 2014، مما جعلها أكبر مستثمر في ريو تينتو. وردت تقارير مفادها أن هيكل الاستثمار الجديد المقترح تضمن 12.3 مليار دولار لشراء حصص ملكية أصول ريو تينتو في عملياتها في خام الحديد والنحاس والألومنيوم، بالإضافة إلى 7.2 مليار دولار للسندات القابلة للتحويل. كانت الصفقة سترفع ملكية شينالكو للشركة إلى حوالي 18.5٪. حصلت الصفقة على الموافقة التنظيمية من هيئة لجنة المنافسة والمستهلك الأسترالية. في حين لم يدعم أصحاب الأسهم الصفقة بالإجماع أو الغالبية الساحقة، حيث نظروا إلى خيارات التمويل الأخرى (مثل إصدار السندات الأكثر تقليدية) كخيارات أفضل للتمويل. فشلت الصفقة في النهاية. ولكن لاتزال شينالكو المستثمر الأول في ريو تينتو.
يُعتقد أن ريو تينتو قد سعت إلى بيع هذا الأصل المجمع والسندات القابلة للتحويل لجمع السيولة للوفاء بالتزامات ديونها، والتي تطلبت مدفوعات بقيمة 9.0 مليار دولار في أكتوبر 2009 و 10.5 مليار دولار بحلول نهاية عام 2010. كما أشارت الشركة إلى شهية الصين المتزايدة للسلع الأساسية.
في مارس 2010، أُعلن أن شينالكو ستستثمر 1.3 مليار دولار مقابل حصة 44.65٪ في مشروع خام الحديد الخاص بريو تينتو في سيماندو، غينيا. وقد احتفظت ريو تينتو بنسبة 50.35٪ من الملكية.
في نوفمبر 2011، انضمت ريو تينتو إلى شينالكو لاستكشاف موارد النحاس في المشهد الصيني المعقد، من خلال إنشاء شركة جديدة باسم "CRTX"، مملوكة بنسبة 51٪ لشينالكو و 49٪ لريو تينتو.

## البيئة وحقوق العمال واتهامات الفساد

### البيئة
انتقدت العديد من المنظمات البيئية مجموعة ريو تينتو بسبب الآثار السلبية الناتجة عن أنشطتها التعدينية.
في عام 2008، تخلّت حكومة النرويج عن أسهمها في ريو تينتو بسبب أنشطة الشركة في منجم جراسبيرج في إندونيسيا، حيث باع الصندوق، الذي يعتبر من أكبر صناديق التعاقد في العالم، أسهمًا في الشركة بقيمة 4.85 مليار كرونة نرويجية (855 مليون دولار أمريكي). من جانبها، عارضت المجموعة تلك الادعاءات وذكرت أن للشركة تاريخًا ممتازًا فيما يتعلق بالقضايا البيئية.
تسببت أعمال تعدين النحاس والذهب في منجم بانجونا في بوغانفيل، بابوا غينيا الجديدة، والذي تخلت عنه ريو تينتو في عام 1989، في فيضانات وتلوث لآبار المياه والأنهار. مما سبب غضبًا بين سكان المنطقة، وفي عام 2020 قدم بعض السكان طلبًا بأن تجري الحكومة الأسترالية تحقيقًا في العمليات وآثارها السلبية على الأرض والموارد.
وافقت الولايات المتحدة في عام 2014 (ضمن قانون إقرار الدفاع الوطني) على تسليم منطقة أوك فلات ‏ الصحراوية في أريزونا إلى مشروع مشترك بين ريو تينتو و بي اتش بي لبناء منجم لاستخراج النحاس. واجهَ الاقتراح ردود فعل قوية من دُعاة حماية البيئة وقبيلة أباتشي (إحدى قبائل السكان الأصليين الأمريكيين)، بدعوى أن المشروع سيؤدي إلى انهيارٍ وتدميرٍ لأراضٍ مقدسة للسكان الأصليين ونقص وتلوث المياه الجوفية. قدّم عضو مجلس النواب راؤول جريجالفا ‏ في أربع مناسبات اقتراحًا بوقف نقل ملكيةِ الأراضي، كان آخرها في مارس 2021 بعد أن أوقفت إدارة جو بايدن نقل ملكية الأراضي مؤقتًا.
وفقًا لصحيفة الغارديان، تعدّ ريو تينتو واحدة من أكبر 100 شركة مُنتجة للغازات الدفيئة الصناعية في العالم، حيث تمثل 0.75 في المائة من الانبعاثات الصناعية بين عامي 1988 و 2015. في عام 2016، ذكرت ريو تينتو أنها أنتجت 32 مليون طن من مكافئ ثاني أكسيد الكربون في تقريرها الخاص بتغير المناخ.
في مارس 2018، حثَّ المستثمرون المؤسسيون في ريو تينتو إدارةَ الشركة على وضع قواعد جديدة تتطلب من الشركة الالتزام بأهداف اتفاقية باريس الخاصة بالحدّ من ظاهرة الاحتباس الحراري. إلا أن كبار المسؤولين التنفيذيين رفضوا القرار، بدعوى أن الشركة قد أحرزت تقدمًا كبيرًا في الحدّ من انبعاثات الغازات الدفينة وأن الخطط الموجودة مناسبة للتعامل مع قضية تغير المناخ.
قالت الشركة أيضًا بأن انبعاثات النطاق 3، تلك الخاصة بعملائها، خارجة عن سيطرة الشركة. ومع ذلك، كخطوة إضافية، وقّعت الشركة في سبتمبر 2019 شراكة مع شركة صناعة الصلب الصينية باوو لإيجاد طرق لتقليل انبعاثات غازات الاحتباس الحراري في صناعة الصلب، في محاولة لمعالجة مشكلة النطاق 3.
في عام 2021، كشفت الشركة عن خطط لإنفاق 7.5 مليار دولار ضمن النفقات الرأسمالية المباشرة على جهود إزالة الكربون، معلنة عن أهداف جديدة لخفض انبعاثات النطاق 1 و 2 بنسبة 15٪ قبل عام 2025 وبنسبة 50٪ بحلول عام 2030 والنطاق الثالث بنسبة 30٪ قبل عام 2030. تعتمد الخطة على توليد الكهرباء من مشاريع الرياح والطاقة الشمسية وغيرهما من مصادر الطاقة المتجددة.
ذكرت الشركة في تقريرها لعام 2020 أن إجمالي انبعاثات ثاني أكسيد كربون (مباشر وغير مباشر) بلغ 31,500 كيلوطن.

### العمل وحقوق الإنسان
أعرب مراقبون أكاديميون عن قلقهم بشأن عمليات ريو تينتو في بابوا غينيا الجديدة، وقالوا أنها كانت أحد العوامل المحفّزة لأزمة بوغانفيل الانفصالية. كما انتقدت منظمات حقوق إنسان الشركة لتورطها في انتهاكات وقعت بالقرب من المناجم التي تديرها في إندونيسيا وبابوا غينيا الجديدة.
اتُهمت ريو تينتو بالتخطيط والتمويل لقتل الناشطة البيئية الهندية شهلا مسعود ‏ في مدينة بوبال. والتي كانت قد احتجت ضد ما وصفته بأنه تعدين غير قانوني للماس قامت به الشركة بالتواطؤ مع مسؤولين حكوميين. وبالرغم من أن التحقيقات الرسمية خَلصت إلى أنه لم يثبت وجود صلة للشركة بحادثة الاغتيال، إلا أن البعض، من الرأي العام، اعتبروا أن الشركة لاتزال جانيًا محتملاً.

### قضية الأسرار التجارية في الصين
في عام 2009، بدأت السلطات الصينية التحقيق في مزاعم فساد ضد ريو تينتو. شمل ذلك رشوة مديرين تنفيذيين لكبرى شركات مصانع الصلب الصينية للحصول على معلومات تجارية سرية. في 29 مارس 2010، قضت محكمة في شنغهاي بالحكم بالإذناب على أربعة موظفين في ريو تينتو في قبول ملايين الدولارات كرشاوى وسرقة أسرار تجارية، وحُكم عليهم بالسجن من 7 إلى 14 عامًا ودفع غرامات بلغت مئات الآلاف من الدولارات. من بين الموظفين الأربعة المواطن الصيني الأسترالي ستيرن هو، والذي حُكم عليه بالسجن لسبع سنوات بتهمة الرشوة وخمس سنوات بتهمة سرقة أسرار تجارية، ثم قللت المحكمة المدة مجتمعة إلى عشر سنوات. وقد تم إطلاق سراحه في يوليو 2018. من جانبها، أقالت ريو تينتو الموظفين الأربعة بعد فترة قصيرة من الحكم.

### مزاعم الرشوة في غينيا
تورطت ريو تينتو في مزاعم فساد بشأن استحواذها على حصص في منجم سيماندو لخام الحديد في غينيا. تتمحور المزاعم حول دفع رشوة بقيمة 10.5 مليون دولار إلى المستشار المصرفي الفرنسي فرانسوا دو كومبري الذي كان صديقًا ومستشارًا للرئيس ألفا كوندي. أطلقت ريو تينتو تحقيقًا داخليًا تديره شركة محاماة مستقلة، وفي 9 نوفمبر 2016 أعلنت أنها ستقدم تقريرًا بالنتائج إلى كل من لجنة الأوراق المالية والبورصات الأمريكية ووزارة العدل الأمريكية ومكتب مكافحة الاحتيال (المملكة المتحدة) ‏ وهيئة الأوراق المالية والاستثمارات (أستراليا) ‏ كما أعلنت المجموعة أنها ستتعاون مع جميع التحقيقات، وأقالت اثنين من كبار المديرين التنفيذيين، أحدهما كان رئيس الطاقة والمعادن، آلان ديفيز، الذي قاد عمليات التعدين في سيماندو في عام 2011. والذي تم إيقافه بعد أن اكتشف المحققون رسائلَ بريد إلكتروني مشبوهة تناقش المدفوعات التعاقدية من ذلك العام. فيما قال ديفيس بأنه لا توجد أسباب لإنهاء عمله.
نفى رئيس غينيا ألفا كوندي وجود أي علم بالمعاملات غير القانونية، لكن التسجيلات التي حصلت عليها محطة فرانس 24 تثبت عكس ذلك. أما سام والش، الرئيس التنفيذي للشركة، حجبت الشركة 80٪ من راتبه أثناء استمرار التحقيق. في أوائل نوفمبر 2016 أيضًا، كشف وزير التعدين السابق في غينيا، محمود ثيام، أن مدير عمليات ريو تينتو في غينيا عرض عليه رشوة في عام 2010 للسيطرة على منجم سيماندو، وأن عرضه كان مدعومًا من قبل أعضاء كبار في الشركة.
تواجه ريو تينتو دعاوى جماعية في الولايات المتحدة تطالب بتعويضات عن مزاعم الفساد في غينيا. وادعت فيها أن شركة ريو تينتو أصدرت "تصريحات خاطئة ومضللة ماديًا" من شأنها "خداع" المستثمرين.
في يوليو 2017، أعلن مكتب مكافحة الاحتيال ‏ في المملكة المتحدة عن بدء تحقيق احتيال وفساد للممارسات التجارية للشركة في غينيا. بعد التحقيق، انخفضت أسهم الشركة في الولايات المتحدة بنسبة 1.4٪. كما حققت الشرطة الفيدرالية الأسترالية أيضًا فيما حدث.

### وادي جوكان
في مايو 2020، لتوسيع منجم بروكمان 4 ‏، هدمت شركة ريو تينتو موقعًا مقدسًا للسكان الأصليين لأستراليا في وادي جوكان ‏، غرب أستراليا، والذي وجد فيه العلماء وجود بشري مستمر منذ 46 ألف سنة. وكان يعتبر المكان الوحيد في عصر ما قبل التاريخ في أستراليا الذي أُثبت وجود البشر فيه بشكل مستمر خلال العصر الجليدي الأخير. مما يعطيه أهمية أركيولوجية، وكذلك أهمية دينية لدى السكان الأصليين لأستراليا.
مُنح الإذن بتدمير الموقع في عام 2013 بموجب قانون خاص بالولاية صدر عام 1972، والذي كان قيد المراجعة منذ عام 2018. وقد عارض السكان الأصليون هذا القرار، وبالتحديد شعوب بوتو كونتي كوراما وبينيكورا، الذين هم أمناء الأراضي المحليين.
أثار الهدم انتقادات شديدة. في 11 سبتمبر 2020، أعلنت ريو تينتو أنه نتيجة للتدمير الذي حدث في وادي جوكان، سيستقيل الرئيس التنفيذي جان سيباستيان جاك ‏ ومسئولين آحرين. رحبت منظمات السكان الأصليين بهذه الخطوة، لكنها قالت إنه ينبغي أن تكون هناك مراجعة مستقلة لإجراءات الشركة لضمان عدم حدوث مثل هذا الحادث مرة أخرى. اعترفت شركة ريو تينتو بخطئها، وأصدرت اعتذارًا عبر وسائل الإعلام.

## وصلات خارجية
- موقع الشركة